# Багир
Багир (туркм. Bagyr) — село в Туркмении, у подножия Центрального Копетдага, в 18 км к северо-западу от  Ашхабада. Входит в Копетдагский этрап Ашхабада. До 2018 года село относилось к ныне упразднённому Рухабатскому этрапу Ахалского велаята.

## История
На территории села находятся руины древнего и средневекового города Ниса, где находились родовые усыпальницы Аршакидов вплоть до I века н. э. Парфянские крепости Нисы в Багире признаны объектом Всемирного наследия ЮНЕСКО.
Ниса окончательно прекратила своё существование в 20-х годах XIX века, город был покинут жителями, поля заброшены. В конце XIX века район Нисы заняли текинцы и у подножия городищ Нисы появилось селение Багир.
В селении Багир в 1946 году были обследованы старые «кала» (укреплённые байские усадьбы, туркм. gala, гала — крепость, цитадель от араб. قلعة‎) 
3-м отрядом  Южно-Туркменской археологической комплексной экспедиции (ЮТАКЭ) под руководством В. Д. Жукова, в 1948 году 13-м отрядом по изучению туркменских поселений и жилищ XVIII—XIX вв. в составе археолога В. А. Левиной и архитектора Б. В. Дмитровского было продолжено изучение багирских кала. Расселение у кала определили особенности родовой организации текинцев, постоянные набеги и столкновения. Кала были обнесены высокими глинобитными стенами и фланкированы башнями. Строились отдельно стоящие сторожевые башни (динги, туркм. diň). Каждая кала служила убежищем для людей на прилегающих участках. В XIX веке в Багире было более 20 кала. Руины некоторых — Кул-Мерген-кала, Коурма-кала, Клыч-кала сохранились до середины XX века. В советское время кала были снесены.
В 1915 году зоологи С. А. Александров и Б. А. Шкафф в окрестностях Ашхабада и Багира изучали фауну Туркмении. Фаунистические сборы из этой поездки опубликованы.
В первые годы советской власти (1919—1920) в ауле Багир Полторацкого района Закаспийской области группа баев убила председателя аулсовета, повесила активиста-комсомольца, сожгла кибитку руководителя женсовета.
В советское время в селе Багир находилась школа имени Александра Сергеевича Пушкина, в которой обучалось 1200 учеников. Вокруг села располагались обширные угодья Фирюзинского плодоводческого совхоза.
В советское время в селе Багире были виноградники, сады и огороды. В 1939 у селения Багир организована плодоовощная опытная станция. В 1942 году на бывшем томатном заводе около Багира было развернуто производство витаминов и разработана технология получения жидкого концентрата аскорбиновой кислоты. В Багире находились Научно-экспериментальная база Туркменского научно-исследовательского института земледелия с садом, при которой была создана школа мастеров садоводства.
В селе Багир были птицеводческий совхоз, инкубаторно-птицеводческая станция.
В Багире находился колхоз «Коммунизм» и совхоз им. Калинина. 22 марта 1966 года Указом Президиума Верховного Совета СССР доярке Сульгун Аннакулиевой из колхоза «Коммунизм» аула Багир Ашхабадского района было присвоено высокое звание Героя Социалистического Труда.
К 1985 году население села Багир достигло почти 10 тысяч человек, в селе была больница.